# Guiri

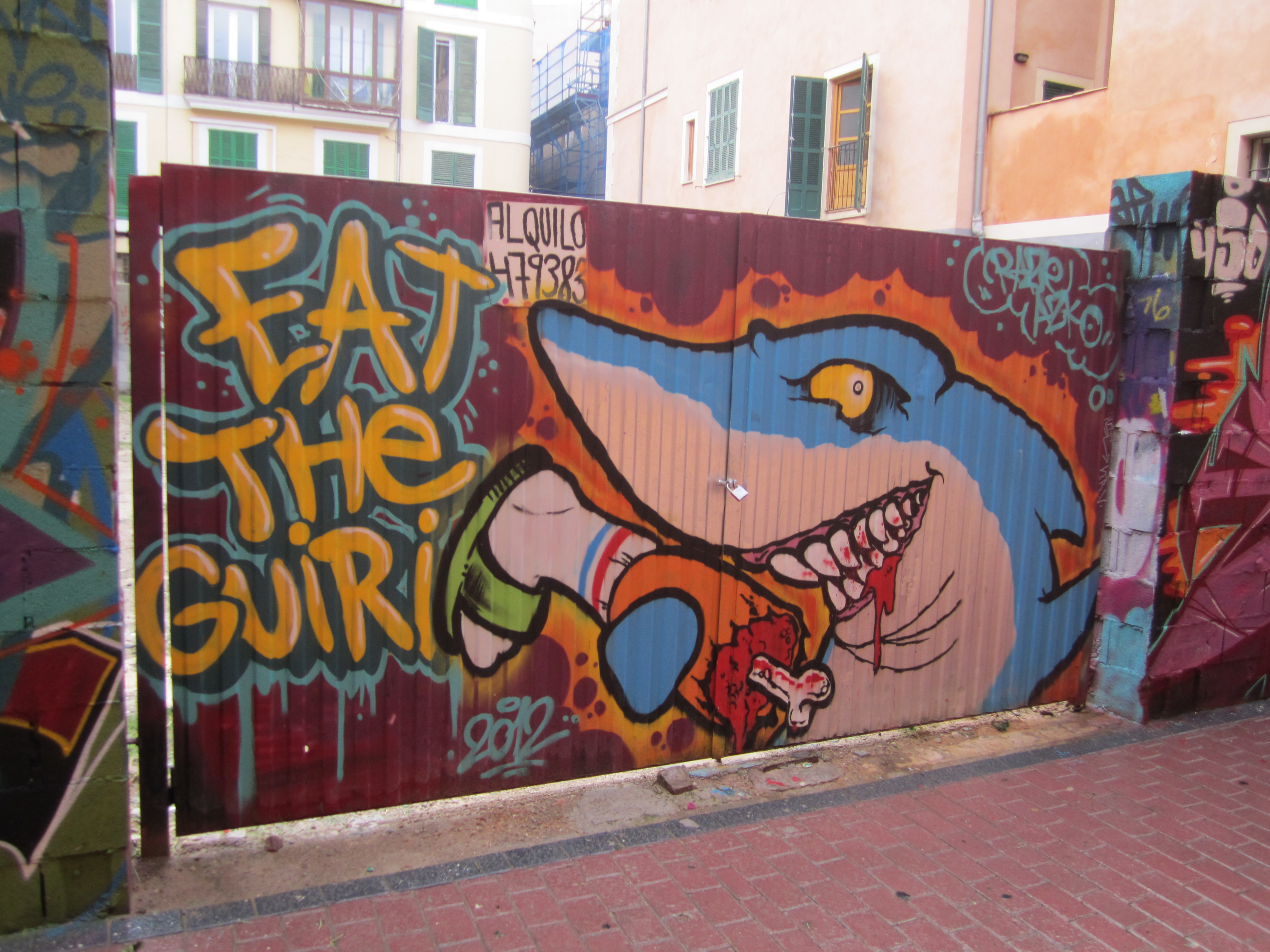
Graffiti Palmán, Majorca szigetén. Eat the Guiri (Edd meg a guirit)

A Guiri egy Spanyolországban használt köznyelvi spanyol nyelvű kifejezés a külföldiekre, különösen a világos bőrű, szőke hajú és kék szeműekre. A guiri szó az Ulex europaeus (Villogó sün-rekettye vagy Tövis zanót) spanyol köznyelvi megnevezése.

## A szó eredete
A Real Academia szótára szerint a szó a 19. század Karlista háborúskodásáig követhető vissza, ahol a guiristino formában a baszk nyelvű karlista erők használták ellenségeikre, a krisztinókra. (A krisztinó megnevezés Mária Krisztina királynére utal.)
A guiri kifejezést Reus lakói is használják a közeli Tarragona városból érkező látogatókra. Széles körben használják a Baleár-szigetek (Mallorca, Ibiza és Menorca), illetve Málaga tengerpartjának (Costa del sol) lakói az európai országokból érkező, világosabb bőrű turistákra. A Los guiris kifejezésre az Interneten rákeresve látható, hogy a szót sértő jellege ellenére széles körben használják különféle honlapokon, vagy akár még a helyi TV- és rádiócsatornákon is.
Van egy olyan elmélet is, hogy a Marokkói arab gaouri szavából származik, ami viszont a török gâvur szóból ered.

## Definíció
A guiri szó egy utcai szleng, amelyet a Spanyolországtól északnyugatra lévő és angolszász országokból érkező, külföldi turistákkal kapcsolatos sztereotípiákat fejezi ki. Az angolszászokra használt másik szlengkifejezés a Langosta (homár), amely arra utal, hogy ezek a turisták napozás után gyakran a főtt homárhoz hasonló, vörös színűre égnek le.
A Diccionario de la lengua española de la Real Academia Española (a Spanyol Királyi Akadémia szótára) először 1925-ben tartalmazta ezt a szót. Ekkoriban ezt a szót az egymással szemben álló politikai felek használták egymásra, később kizárólag a Guardia Civil és a Policia Armada (Fegyveres Rendőrség) tagjait nevezték így a Francóista rezsim ideje alatt. Használata ekkor főleg Barcelonára terjedt ki, ahol a spanyol polgárháborút (1936-1939) követő elnyomás évei alatt nagy számú rendőri erőt vezényeltek át a katalán népesség féken tartására. Maguk a guiriknek nevezettek tiltották meg a szó használatát a médiában, de az 1950-es évek elejétől már megengedetté vált, amely miatt egyre inkább kikopott a beszédből.
A helyi használatot követően a guiri szót az 1990-es években kezdték el újra alkalmazni Reus városának lakói, amikor Tarragona városa hanyatlani kezdett, és ezzel a kereskedelem és üzlet központja Reus növekvő vonzáskörzetébe tevődött át. Reus növekvő jelentősége és Tarragona lakóinak guiri néven nevezése új jelentésárnyalatot kapott az AVE gyorsvasút Tarragona tartományba tervezett megállójának kapcsán. Mindkét város erősen kampányolt amellett, hogy az állomás az ő városuk közelében legyen, ahol repülőtere bővítése miatt Reus volt a befutó. De az utolsó pillanatban Tarragona lakói mindenkit megleptek, amikor jogot nyertek arra, hogy ők állítsák fel az állomást, a tartománytól északra, Camp de Tarragona területén. A helyszín Reustól 21,3 km, Tarragonától 11,2 km, Reus repülőterétől pedig 13,5 km autóútra található. Ez a kompromisszum az AVE állomást gyakorlatilag a vidéki tájba, a tartomány minden lakott helyétől távol helyezi el, és emiatt szinte alig van itt utasforgalom. A Només un guiri pensaria així (Csak egy guiri gondolkodik így) szólást azóta is rendszeresen használják az elképzelés észszerűtlensége elleni tiltakozásként.
A guri kifejezés használata a spanyol nyelvben széles körben elfogadott a külföldiek vagy kívülállók meghatározására. Például azok, akik leégnek az első napsütéses tavaszi napon, azokat már guirinek tekintik.
Indiában és Pakisztánban a gâvur szó, amely valószínűleg az arab gaouri szóból ered, hasonló jelentéssel bír.

## Külső hivatkozások
- guiri at the Diccionario de la Real Academia Española.

1. ↑  The Spanish Republic and the civil war 1931-39, by Gabriel Jackson, New Jersey, 1967
2. ↑  Marc Howard Ross, "Cultural Contestation in Ethnic Conflict", page 139. Cambridge University Press, 2007

## Fordítás
Ez a szócikk részben vagy egészben  a   Guiri című angol Wikipédia-szócikk fordításán alapul.  Az eredeti cikk szerkesztőit annak laptörténete sorolja fel. Ez a jelzés csupán a megfogalmazás eredetét és a szerzői jogokat jelzi, nem szolgál a cikkben szereplő információk forrásmegjelöléseként.